# Mason (director)
Mason, también conocida como Sam No, es una directora de cine pornográfico estadounidense.

## Vida temprana
Mason nació en Los Ángeles, California y vivió algún tiempo en Seattle, Washington durante su juventud. Se graduó en ciencia política con anterioridad a entrar en la industria de películas de adultos.

## Carrera
Mason conoció a Rodney Moore en una convención y empezó a trabajar para él como operadora de cámara y editora de película. Más tarde trabajo para Andre Madness, quien la puso en contacto con Elegant Angel. Trabajó como directora para Elegant Angel hasta febrero del 2003 cuando dejó la compañía debido a cambios en la administración. En abril de aquel año, firmó un contrato exclusivo con el estudio Platinum X. Su primera película para esta productora fue El desorden sexual de Mason, fue estrenada alrededor de octubre de 2003. En febrero del 2005, su contrato con Platino X fue rescindido por no haber rodado suficientes películas. El mes siguiente, firmó para dirigir para Hustler Vídeo. Sólo dirigió una película para Hustler antes de abandonarlos en junio del 2005 porque la visión creativa de la compañía iba en una dirección distinta a lo planeado anteriormente cuando se la contrató. En septiembre de 2007, empezó a dirigir para Elegant Angel de nuevo. En julio del 2013, se convirtió en director exclusivo para OpenLife Diversión. El mes siguiente, OpenLife Entertainment lanzó dos estudios, EroticaX y HardX, ambos dirigidos por Mason. En noviembre de 2015, O.L.Entertainment lanzó Dark X, un estudio de pornografía interracial que es también dirigido por Mason. En 2015, Mason se convirtió en la primera mujer en ganar el Premio AVN para el Director del Año.

## Premios y nominaciones
| Año  | Ceremonia                              | Resultado                                                                                        | Categoría                                          | Trabajo |
| ---- | -------------------------------------- | ------------------------------------------------------------------------------------------------ | -------------------------------------------------- | ------- |
| 2003 | AFW Premio                             | Directrix Del Año                                                                                |                                                    |         |
| 2003 | AVN Premio                             | Mejor director @– No-Característica                                                              | Señora Felación en el Doghouse                     |         |
| 2003 | AVN Premio                             | Mejor escena de sexo oral @– Vídeo (compartido con Olivia Saint, Gino Greco & Kyle Stone)        | Señora Felación 2: Buscando semen desesperadamente |         |
| 2003 | AVN Premio                             | Mejor escena de sexo en grupo @– Vídeo (compartido con Alexandra Quinn, Gino Greco & William H.) | Señora Felación 2: Buscando semen desesperadamente |         |
| 2003 | XRCO Premio                            | Director del Año                                                                                 |                                                    |         |
| 2004 | AVN Premio                             | Mejor director @– No Característica                                                              | Mason Sucio Trixxx 2                               |         |
| 2005 | AVN Premio                             | Mejor director @– No-Característica                                                              | El desorden sexual de Mason                        |         |
| 2006 | AVN Premio                             | Mejor director @– No-Característica                                                              | Disturbio Sluts 2                                  |         |
| 2008 | AVN Premio                             | Mejor director, No-Característica (compartido con William H.)                                    | Brianna Love es Buttwoman                          |         |
| 2009 | AVN Premio                             | Mejor director @– No-Característica                                                              | Muñecas esclavas 3                                 |         |
| 2010 | AVN Premio                             | Mejor director, No-Característica                                                                | Tori Black es bastante guarra                      |         |
| 2010 | AVN Premio                             | Mejor videografía                                                                                | Tori Black es bastante guarra                      |         |
| 2010 | AVN Premio                             | Director del Año (Conjunto de su trabajo)                                                        |                                                    |         |
| 2010 | XBIZ Premio                            | Director del Cuerpo — de Año de Trabajo                                                          |                                                    |         |
| 2010 | XRCO Premio                            | Mejor director (No-Características)                                                              |                                                    |         |
| 2011 | AVN Premio                             | Mejor director @– No-Característica                                                              | Buttwoman Vs. Slutwoman                            |         |
| 2011 | AVN Premio                             | Director del Año (conjunto de su trabajo)                                                        |                                                    |         |
| 2011 | XBIZ Premio                            | Director del Año (conjunto de su trabajo)                                                        |                                                    |         |
| 2011 | XRCO Premio                            | Mejor director - No-Características                                                              |                                                    |         |
| 2012 | AVN Premio                             | Mejor cinematografía (compartido con Carlos Dee & Alex Ladd)                                     | Retrato de una call girl                           |         |
| 2012 | AVN Premio                             | Mejor director @– No Característica                                                              | Asa Akira es insaciable 2                          |         |
| 2012 | AVN Premio                             | Director del Año (conjunto de su trabajo)                                                        |                                                    |         |
| 2012 | Urbano X Premio                        | Mejor director: Gonzo                                                                            | Asa Akira es insaciable 2                          |         |
| 2012 | XBIZ Premio                            | Mejor cinematografía (compartido con Carlos Dee & Alex Ladd)                                     | Retrato de una call girl                           |         |
| 2012 | XRCO Premio                            | Mejor director @– No-Características                                                             |                                                    |         |
| 2013 | AVN Premio                             | Mejor cinematografía (compartido con Alex Ladd & Carlos D.)                                      | Wasteland                                          |         |
| 2013 | AVN Premio                             | Mejor director @– No-Característica                                                              | Dani Daniels se atreve                             |         |
| 2013 | AVN Premio                             | Director del Año (conjunto de su trabajo)                                                        |                                                    |         |
| 2013 | XBIZ Premio                            | Director del Año (conjunto de su trabajo)                                                        |                                                    |         |
| 2013 | XBIZ Premio                            | Director del Año - No-Liberación de Característica                                               | Lexi                                               |         |
| 2013 | XBIZ Premio                            | Mejor cinematografía (compartido con Alex Ladd & Carlos Dee)                                     | Wasteland                                          |         |
| 2013 | Xcritic.com Abanica Premio de Elección | Mejor director: No-Característica                                                                | Jada Stevens es Buttwoman                          |         |
| 2013 | XRCO Premio                            | Mejor director (No-Características)                                                              |                                                    |         |
| 2014 | AVN Premio                             | Mejor cinematografía (compartido con Alex Ladd)                                                  | Pasión eterna                                      |         |
| 2014 | AVN Premio                             | Mejor director @– No-Característica                                                              | Anikka                                             |         |
| 2014 | AVN Premio                             | Director del Año                                                                                 |                                                    |         |
| 2014 | NightMoves Premio                      | Mejor director — No-Característica (la elección del editor)                                      |                                                    |         |
| 2014 | TLARaw Premio                          | Mejor director                                                                                   |                                                    |         |
| 2014 | XBIZ Premio                            | Director del Año - No-Liberación de Característica                                               | Anikka                                             |         |
| 2014 | XRCO Premio                            | Mejor director (No-Características)                                                              |                                                    |         |
| 2015 | AVN Premio                             | Cinematografía mejor                                                                             | Allie                                              |         |
| 2015 | AVN Premio                             | Mejor director @– No-Característica                                                              | Allie                                              |         |
| 2015 | AVN Premio                             | Director del Año                                                                                 |                                                    |         |
| 2015 | XBIZ Premio                            | Director del Año - Conjunto de su trabajo                                                        |                                                    |         |
| 2015 | XBIZ Premio                            | Director del Año - No-Liberación de Característica                                               | Allie                                              |         |
| 2015 | XRCO Premio                            | Mejor director (No-Características)                                                              |                                                    |         |